# Koruko Ama Birjinaren Eskola
Koruko Ama Birjinaren Scholla Cantorum, cuyo nombre pasó a ser Koruko Ama Birjinaren Eskola en  y conocida hoy en día comúnmente como Eskola, es una sociedad artística y cultural fundada a principios de  por Juan Urteaga. Pese a que en sus inicios sólo contaba con la sociedad coral, posteriormente se creó una compañía de baile. Asimismo, en la década de , se estableció la banda de músicos, actuando desde entonces junto con la compañía de baile. Las tres agrupaciones siguen activas en la actualidad. La primera actuación de la sociedad coral se celebró en la Semana de Pascua de . Así, se considera el 10 de abril de 1940 como la fecha de la fundación de Eskola.
Eskola es miembro de la Euskal Dantzarien Biltzarra, estando adscrita a la delegación de Guipúzcoa de la misma.

## Coreografías
- Aingerutxo
- Ópera Amaia
  - Música: Ezpata-dantza de la ópera Amaia (Jesus Guridi)
- Ametsak
  - Coreografía: Josetxo Fuentes
  - Música: Popular
  - Coreografía basada en la actividad de la sociedad mercantil Real Compañía Guipuzcoana de Caracas, fundada en el siglo XVIII y radicada en San Sebastián. Compuesta de dos actos.
- Arin-arina (arin-arin)
- Balea
  - Música: Balearen bertsoak (Benito Lertxundi)
- El caserío
  - Coreografía: Josetxo Fuentes
  - Música: El caserío: preludio acto II (Jesús Guridi)
  - Coreografía realizada para la entrada del segundo acto de la zarzuela El caserío.
- Donostiako Martxa
  - Coreografía: Josetxo Fuentes
  - Música: Raimundo Sarriegui
- Donostiako Martxa Zaharra
  - Coreografía: Josetxo Fuentes
  - Música: José Juan Santesteban
  - Marcha oficial de zortziko original bailada en San Sebastián a finales del siglo XIX y comienzos del siglo XX.
- Erriberako jota (jota de la Ribera)
  - Música: Jota Navarra (Enrique Zelaia)
- Erromeria
  - Música: popular/Sergio Garzes
- Euskal Musikaren Gorespena
  - Música: Euskal Musikaren Gorespena (José Uruñuela)
- Eusko Irudiak
  - Música: Euzko irudiak: ezpata-dantza (Jesus Guridi)
- Fandangoa (fandango)
  - Coreografía: Josetxo Fuentes
  - Música: popular
  - Basada en los pasos utilizados en el campeonato de baile suelto de Segura.
- Gernika
  - Coreografía: Josetxo Fuentes
  - Música: Pablo Sorozabal
  - Basada en los hechos acontecidos durante el Bombardeo de Guernica el 26 de abril de 1937.
- Herribehera
  - Coreografía: Josetxo Fuentes
  - Música: Herribehera (Benito Lertxundi)
  - Danza compuesta por dos partes: en la primera los bailarines conforman las cadenas del escudo de Navarra; en la segunda, conforman el escudo de Navarra con sus manos.
- Hirugarren Hegoa
  - Música: Txoria txori (letra: Joxean Artze; música: Mikel Laboa)
- Hotsean
  - Coreografía: Josetxo Fuentes y Juan Luis Unzurrunzaga
  - Música: Baga Biga Higa (Mikel Laboa)
- Ipuina
  - Música: Euskal pizkundea (Benito Lertxundi)
- Maite
  - Coreografía: Josetxo Fuentes
  - Música: Pablo Sorozabal
  - Representa la lucha de dos grupos de mujeres, tratando cada una de demostrar sus dotes para la danza.
- Oleskari Zaharra
  - Coreografía: Josetxo Fuentes
  - Música: Jose de Olaizola
  - Coreografía para la ópera Oleskari Zarra.
- Salazar
  - Coreografía: Josetxo Fuentes
  - Basada en la tradicional danza del Valle de Salazar en Navarra.
- Sorgiñak
- Txanton Piperri
- Urketariak
  - Coreografía: Josetxo Fuentes
  - Música: Sergio Garzes
  - Coreografía basada en las mujeres y hombres que acudían a buscar agua a los cañones situados en la Parte Vieja de San Sebastián.
- Zortzikoa

## Festivales
La compañía de baile organiza, junto a otras compañías de baile de la ciudad, cada año el festival Lauarin en San Sebastián hacia finales del mes de junio.

## Comparsa de Jadineros
La Comparsa de Jardineros es la más antigua de los Carnavales de San Sebastián; desfiló por sus calles por primera vez el 29 de enero de 1818. Tras no ser representada por ningún grupo local durante largos años, Eskola la recuperó en . Desde entonces, Eskola es la encargada de representar la Comparsa de Jardineros durante los Carnavales de San Sebastián, así como en otros actos de carácter especial.

## Tamborrada
Desde el año  Koruko Ama Birjinaren Eskolak cuenta con una compañía en la Marcha de San Sebastián. Además de por miembros en activo tanto de la compañía de baile como de la agrupación coral, está compuesta por antiguos miembros; en total, suman 100 barriles y 45 tambores. El día de San Sebastián (20 de enero), su recorrido discurre entre las 17:00 y las 21:00 a lo largo de las siguientes calles: Aldapeta - Easo - Zubieta - Marina - San Martín - Urbieta - Larramendi - Reyes Católicos - Koldo Mitxelena - Urdaneta - Fuenterrabía - San Martín - Guetaria - Mondragón - Fuenterrabía - Avenida de la Libertad - Urbieta - San Bartolomé - Aldapeta. Durante el recorrido, la tamborrada se detiene varias veces para bailar la Marcha de San Sebastián de Raimundo Sarriegui, al tiempo que ésta es cantada por el coro.